# ボーイスカウトスリランカ連盟
ボーイスカウトスリランカ連盟（Sri Lanka Scout Association）は、1912年に設立されたスリランカのボーイスカウト組織で、1953年には正式に世界スカウト機構に加盟している。加盟者数は24,982名（2004年現在）。
スリランカは多くの宗教、多くの人種で構成される国ではあるが、スカウト団体はスリランカ連盟一つしかなく、団結力は非常に強い。
多くの「開発プロジェクト」がスリランカ政府や国連と協力して行われている。
スリランカのスカウト活動は広く行われており、障害者やハンセン病患者にも開放されているほか、刑務所の中でも活動が行われている。

## 構成員
- カブスカウト：7～11歳
- スカウト：10歳半～15歳
- シニアースカウト：15～18歳
- ローバースカウト：18～24歳

## モットー
スカウトのモットーは、「Sudhanamva」（そなえよつねに）。